# Retorica (Aristoteles)

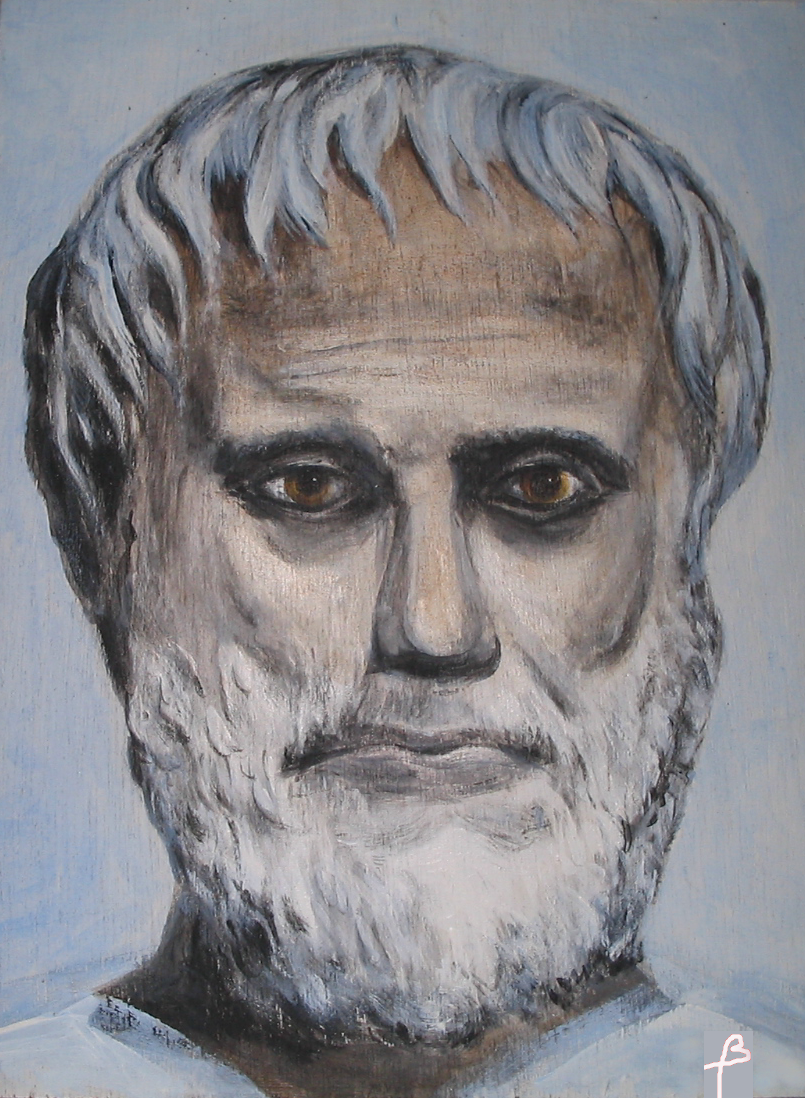
Aristoteles: acryl op hout

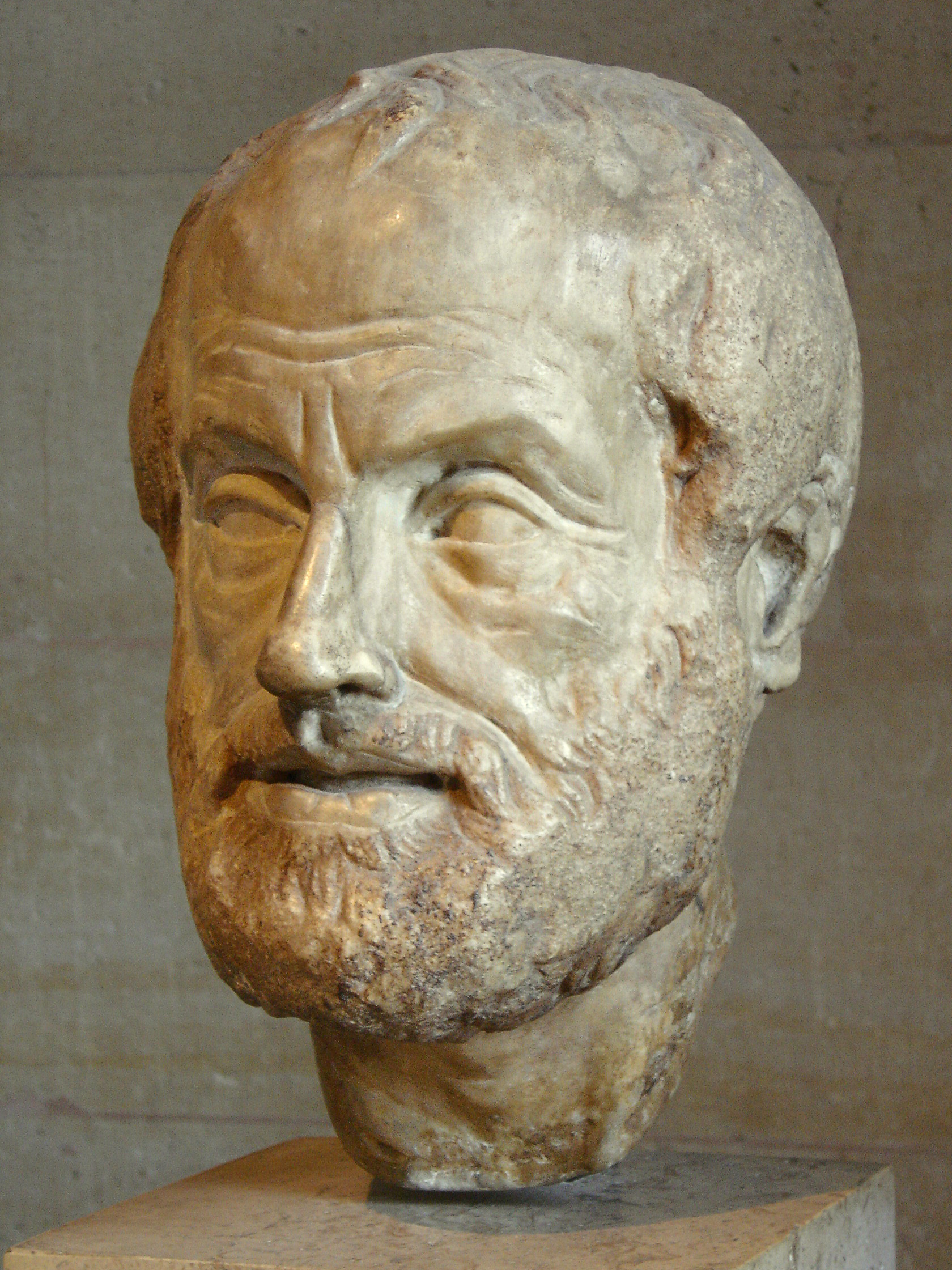
Aristoteles: kop naar origineel brons beeld door Lysippos, Louvre

Retorica is een Oud-Griekse verhandeling, in de 4e eeuw v.Chr. geschreven door Aristoteles, over de kunst van het overtuigen. In het Grieks is het getiteld "Ἡ Τέχνη Ῥητορική", de Latijnse vertaling luidt "Ars Rhetorica". Het staat ook bekend onder andere namen, waaronder de Kunst van Retorica of Verhandeling over Retorica.

## Algemeen
Aristoteles' systeem van retorica wordt algemeen beschouwd als het eerste belangrijke werk dat over retorica verscheen. Het bleef ook lange tijd de toetssteen voor latere werken over de retorische theorie. De Retorica wordt zelfs door de meeste retorici genoemd als het meest toonaangevende dat ooit over overtuigingstechnieken geschreven werd. Gross & Walzer drukken het zo uit:

Net zoals Whitehead opmerkte dat alle filosofie na Plato slechts voetnoten bij Plato zijn, kunnen we alle retorische theorieën na Aristoteles’ Retorica beschouwen als niet meer dan antwoorden op vragen die reeds door Aristoteles opgeworpen waren.

Desondanks hadden filosofen de neiging om de Retorica te negeren, omdat het slechts marginale invloed zou hebben gehad. Deze reactie is een verre echo van Ramus’ 16e-eeuwse opvattingen over hoe filosofie ingedeeld moest worden. Zijn aanvallen op Aristoteles' Retorica vinden ook tegenwoordig nog weerklank bij hedendaagse filosofen.
Zoals met diverse andere werken die ons van Aristoteles zijn overgeleverd uit de oudheid het geval is, lijkt het erop dat de Retorica niet bedoeld was ter publicatie. Het komt meer over als een verzameling nota’s die studenten tijdens zijn colleges maakten. De verhandeling toont de evolutie van Aristoteles’ ideeën in twee verschillende periodes dat hij in Athene verbleef. Zij illustreert hoe Aristoteles Plato’s studie van de retorica heeft uitgebreid, die niet verder ging dan (in de Gorgias) een voorstelling van retorica te geven als immoreel, gevaarlijk en onwaardig als studieobject. Plato zou in zijn laatste dialoog over retorica, de Phaedrus, (ca. 370 v.Chr.) wel een meer gematigde visie van retorica geven door haar waarde in handen van een echte filosoof (“de vroedvrouw van de ziel”) te erkennen. Retorica kon dan immers aangewend worden om de “ziel te overtuigen door discussie”. Deze dialoog bood Aristoteles, die eerst student was aan Plato’s Academie, een positiever uitgangspunt om retorica als een kunst, geschikt voor systematische wetenschappelijke studie, aan te prijzen.

## Inhoud
De Retorica plaatst de discipline van het publieke spreken in de context van alle andere intellectuele verhandelingen uit die tijd. Bovendien zet Aristoteles de reputatie van retorica in een ander licht dan de aanvallen van Plato op de kunst, namelijk een herstel tot slechts een vaardigheid en geen kunst. Aristoteles wil demonstreren dat voorbeelden alleen met betrekking tot de kunst gemaakt kunnen worden. Hoewel wij "gemakkelijker kunnen overtuigen door retorisch spreken", is de functie van de retorica niet alleen om mensen te overtuigen.
In deze leer worden onder andere de middelen van overtuiging behandeld.

## DeRetoricain onze tijd
In onze moderne samenleving heeft de Retorica nog niet veel van haar relevantie verloren. Zo wordt er in heel wat moderne opleidingen in communicatiewetenschap, journalistiek en bedrijfsliteratuur naar verwezen. Vooral in het bedrijfsleven kent de belangstelling voor de Retorica een echte revival. Garry Cosnett schrijft in het Amerikaanse businessblad SalesDoctors: (geparafraseerd:) "Een goede verkoopsstrategie steunt nog steeds op een combinatie van logos, ethos en pathos, de drie overtuigingsmiddelen uit Aristoteles' Retorica." Zijn conclusie luidt dat er iedere maand wel bestsellers verschijnen die beweren een revolutionaire verkoopstechniek gevonden te hebben, maar dat ze over het algemeen weer even snel uit de mode zijn: "Er bestaat echter een haast 24 eeuwen oud boek waarin alles staat wat je nodig hebt... de Retorica."